# Newtype
Newtype (japanisch 月刊ニュータイプ Gekkan nyūtaipu, deutsch „Monatszeitschrift Newtype“) ist ein japanisches Magazin des Verlags Kadokawa Shoten, das monatlich erscheint. Es beinhaltet Einzelkapitel von Mangaserien sowie Artikel zum Thema Anime und Manga, in geringerem Umfang auch Science-Fiction und Computerspiele. Es erscheint seit dem 8. März 1985 mit der Erstausgabe für April 1985. Eine koreanische Ausgabe erscheint in Südkorea, zeitweise erschien auch der englische Ableger Newtype USA in den Vereinigten Staaten von 2002–2008. Die letzte Newtype USA endet mit der Februar-Ausgabe 2008.

## Namensherkunft
Der Name der Zeitschrift Newtype stammt ursprünglich aus der Anime-Serie Mobile Suit Gundam (1979) und dessen Fortsetzung Mobile Suit Zeta Gundam (1985) aus der Zeitlinie Universal Century (U.C.) im Gundam-Universum, in denen ein neuer Menschenschlag mit veränderten Genen und übernatürliche Fähigkeiten heranwächst – der „Newtype“, dessen Habitat und Geburtsort der Weltraum ist. In der Science-Fiction-Geschichte ist der Planet Erde für den „Newtypes“ der Heimatplanet und Geburtsort ihrer Eltern und Vorfahren, die sie bisher noch nicht kennengelernt haben.

## Inhalt
Das Magazin beinhaltet mehrere Kolumnen und Einzelartikel über die Anime- und Manga-Industrie. Unter den Autoren sind Satsuki Igarashi, Mahiro Maeda und Gilles Poitras. Dazu kommt ein Anime- und Science-Fiction-Fernsehprogramm, Ankündigungen von Serien und Filmen und Artikel zu Spielkonsolen und Computerspielen. Der Fokus der Artikel liegt auf Serien aus dem Verlag des Magazins, Kadokawa Shoten, auch wenn es nicht ausschließlich über diese berichtet. Exklusive Inhalte und Nachrichten beziehen sich in der Regel auf Publikationen des eigenen Verlags.
Zu den Artikeln kommen Einzelkapitel von Mangaserien, darunter waren Neon Genesis Evangelion und The Five Star Stories sowie mehrere Werke der Zeichnergruppe Clamp. Des Weiteren erscheinen auch Light Novels. Das Magazin gibt saisonal eine Lieblingsauswahl der Redaktion heraus. In der jährliche Newtype Anime Awards werden Anime-Produktionen vom Redaktion des Magazins in verschiedene Kategorien wie beispielsweise Best TV Anime, Best Anime Film, Best Director, Best Male, Female Character, Best Character Design etc. ausgezeichnet.

## Verwandte Magazine
Aus dem Programm des Magazins Newtype wurden mehrere Serien in Schwestermagazine ausgelagert. Diese sind unter anderem Newtype Hero und NewWords, die sich an ein spezifisches Publikum richten. Dazu kommen mehrere themenspezifische Magazine, die nur zeitweise erschienen, wie Clamp Newtype.

## Internationale Ausgaben
Ab Juli 1999 wurde in Südkorea bei Daewon C.I. eine koreanische Ausgabe des Magazins verlegt, die übersetzte Artikel aus dem japanischen Newtype enthielt sowie Artikel zum koreanischen Markt und eigene Serien. Mit dem Februar-Heft 2014 wurde Newtype Korea eingestellt. Von November 2002 bis Februar 2008 erschien eine englische Ausgabe des Magazins in den USA bei A.D. Vision zusammen mit ADV Films und ADV Manga.